# 粉粿 (臺灣)

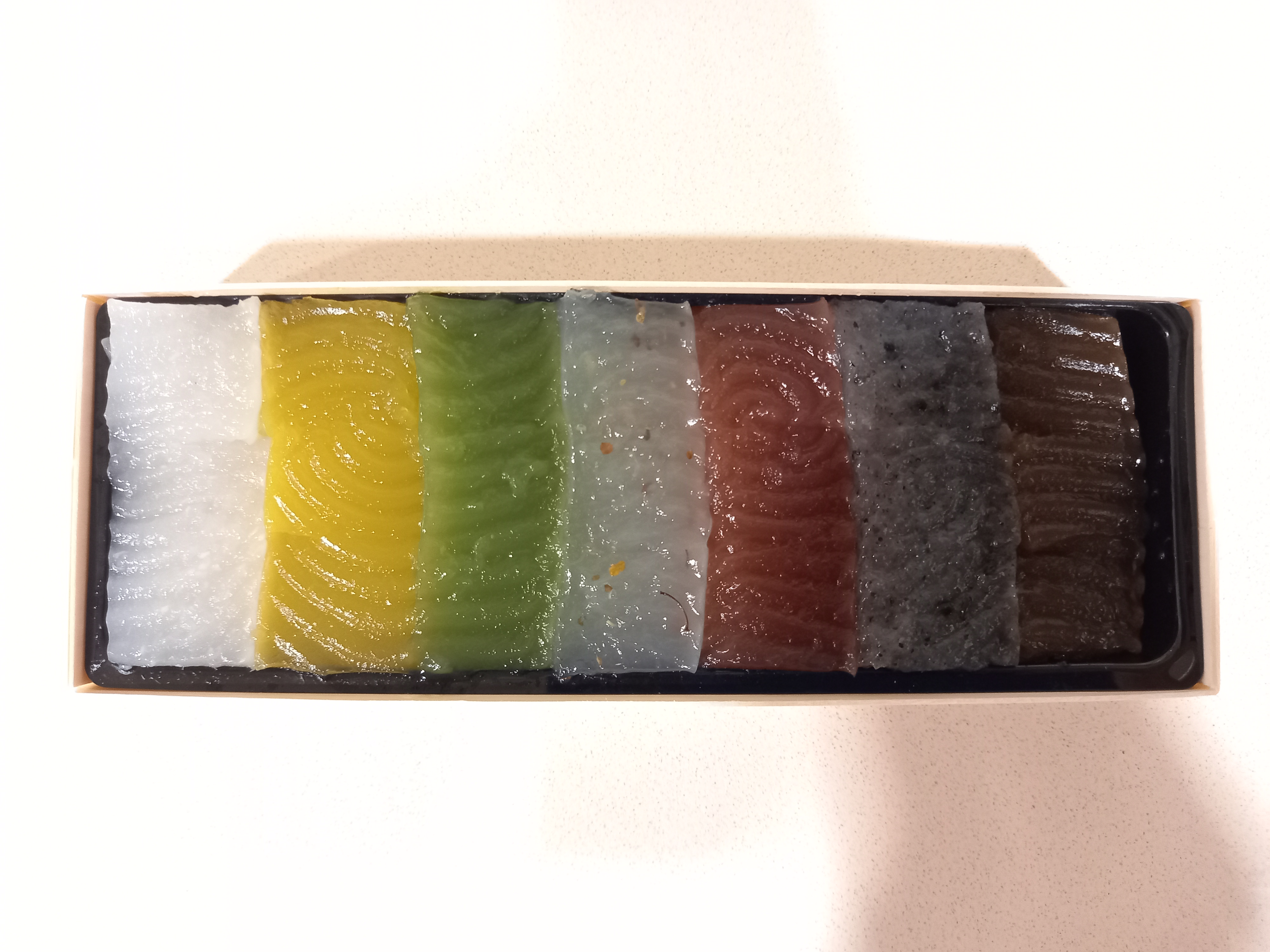
七彩粉粿

粉粿，是一項傳統的臺灣小吃；分甜、鹹二類：鹹粉粿，取粉粿皮搭配絞肉及蔬菜包裹如同一樣水餃食用；甜粉粿，搭配糖水或冰品食用。
粉粿依照加入的天然色素會有不同的顏色，常見的有加入山梔子的黃色粉粿與黑糖的黑色粉粿。

## 製作
將樹薯粉和太白粉攪拌調成粉漿水，將粉漿加入有天然色素（如：山梔子）的水中攪拌，攪拌成麵糊後倒入模具中放入電鍋中蒸熟後，再放入冷藏保存。

## 外部鏈接
- 傳統小吃粉粿 （页面存档备份，存于）
- 古早味甜品！【黑糖粉粿】Q軟口感 一口接一口｜阿慶師 - YouTube
- 【史上最完整】黑糖粉粿大解析，失敗過的請看這集，包你成功！｜阿慶師 - YouTube